# گوردون برمنر
گوردون برمنر (انگلیسی: Gordon Bremner؛ زادهٔ ۱۲ نوامبر ۱۹۱۷) بازیکن فوتبال اهل اسکاتلند است.

## باشگاهی
از باشگاه‌هایی که در آن بازی کرده‌است می‌توان به باشگاه فوتبال آرسنال، باشگاه فوتبال مادرول اشاره کرد.

## تیم ملی
وی همچنین در تیم‌های ملی فوتبال Scottish League XI Scotland (wartime) بازی کرده‌است.